# Ingrid Hinz
Ingrid Hinz (* 2. Oktober 1939 als Ingrid Rhode in Potsdam) ist eine deutsche Regisseurin für Unterrichtsfilme und Trickgestalterin.

## Leben und Werk
Ingrid Hinz wurde in Potsdam geboren. Nach der Schulzeit begann sie im Alter von 15 Jahren eine zweijährige Lehre als Filmmalerin im DEFA-Studio für Spielfilme. Ab 1958 war sie am DEFA-Studio für populärwissenschaftliche Filme als Trickzeichnerin angestellt. In dieser Tätigkeit arbeitete sie unter anderem für die Lehrfilmreihe des DDR-Fernsehens English for you. 
Das DEFA-Studio für Kurzfilme beschäftigte Hinz ab 1969 als Regieassistentin im Trickbereich. Zunehmend führte Hinz jedoch auch eigenständig Regie bei Unterrichtsfilmen. Die Produktionen entstanden zumeist im Auftrag des Deutschen Pädagogischen Zentralinstituts und der Akademie der Pädagogischen Wissenschaften der DDR. Eingesetzt wurden die Filme insbesondere in den Unterrichtsfächern Chemie, Biologie, Physik und Erdkunde. 1975 wechselte Hinz in die Produktionsgruppe Spektrum und wirkte dort als Trickregisseurin. Mehrfach arbeitete sie mit dem Filmemacher Wolfgang Heyer für die Reihe Du und Deine Gesundheit zusammen.
Insgesamt verantwortete Ingrid Hinz im Laufe ihrer DEFA-Zeit knapp 50 Filmproduktionen. Die Filmwissenschaftlerin Cornelia Klauß schreibt ihr eine große Neugierde zu, da sich die Filmemacherin für ihre Filme und die enthaltenden Trick-Visualisierungen in hochkomplexe Themenbereiche – „Kapillarsysteme, Zellen, Atomkerne“ – eindenken musste, um diese ansprechend aufzubereiten.
1989 endete Ingrid Hinz' filmische Laufbahn bei der DEFA. Über ihren weiteren Lebensweg gibt es keine Erkenntnisse.

## Filmografie (Auswahl)
- 1969: Logische Schaltungen (Regie, Buch)
- 1970: Erdöldestination (Regie, Buch)
- 1970: Chemische Bindungen (Regie, Buch)
- 1970: Biologische Oxidation (Regie, Buch)
- 1971: Aufbau der Atome (Regie, Buch)
- 1972: Fotosynthese (Regie, Buch)
- 1972: Bildung Makromolekularer Stoffe (Regie, Buch)
- 1973: Ausscheidung (Regie, Buch)
- 1974: Elektrolyse (Regie, Buch)
- 1974: Bildung der Boten RNS (Regie, Buch)
- 1974: Gärungen (Regie, Buch)
- 1977: Herstellung von Roheisen (Regie, Buch)
- 1983: Die Atmung des Menschen (Regie)